# میاکی‌تاماک
میاکی‌تاماک (انگلیسی: Miyakitamak) یک شهرک در شهرستان میاکینسکی استان باشقیرستان کشور روسیه است.